# Fuera del mercado
«Fuera del mercado» es una canción del cantante venezolano Danny Ocean. Fue publicada el 17 de febrero de 2022 a través de Warner Music Latina, como el séptimo sencillo de su segundo álbum de estudio @dannocean (2022). El video musical oficial fue estrenado ese mismo día en YouTube. La canción adquirió popularidad luego de la viralización de un reto de baile para TikTok, incrementando sus reproducciones en las plataformas de música y airplay.

## Letra
Su contenido lírico, según Ocean, describe «la desgarradora historia de una persona que descubre que el ser que quiere se va a casar y también al final como te das cuenta de que la felicidad de la otra persona es lo que más vale y también tu felicidad».

## Recepción crítica
La revista Billboard nombró a «Fuera del mercado» como una de las 23 mejores canciones del primer semestre del 2022, principalmente por su mensaje positivo de priorizar la felicidad.

## Desempeño comercial
La canción, en su primera semana, logró alcanzar las mayores posiciones de las listas de reproducciones más importantes de Spotify en varios países como Costa Rica, Guatemala, México y Panamá, mientras que alcanzó el puesto número 54 en el ranking global de la plataforma. En su segunda semana, el sencillo alcanzó el puesto 29 del listado global de Spotify y se posicionó en el top 5 de múltiples países como Chile, España, Estados Unidos, Perú y Venezuela. Esto llevó a posicionar al artista nuevamente en el panorama internacional y comercial luego de su primer éxito musical «Me rehúso».

## Premios y nominaciones
| Año  | Premiación                 | Categoría                     | Resultado | Ref.   |
| ---- | -------------------------- | ----------------------------- | --------- | ------ |
| 2022 | Kids' Choice Awards México | Canción viral                 | Nominado  | [ 11 ] |
| 2022 | Latino Show Awards         | Mejor video música pop urbano | Nominado  | [ 12 ] |
| 2022 | Latino Show Awards         | Canción viral de tiktok       | Nominado  | [ 12 ] |
| 2022 | MTV Millennial Awards      | Himno viral                   | Nominado  | [ 13 ] |
| 2022 | Premios Juventud           | Social Dance Challenge        | Nominado  | [ 14 ] |

## Vídeo musical
El videoclip fue dirigido por Rodrigo Rodríguez y estrenado el mismo día del lanzamiento del segundo álbum de estudio de Ocean. El vídeo se caracteriza por haber sido filmado con la técnica POV (punto de vista), donde se presenta a Ocean compartiendo con otros muchachos mientras manejan bicicleta y está acompañando por la actriz y modelo dominicana María del Mar Bonnelly.

## Posicionamiento en las listas
| Lista                           | Mejor posición |
| ------------------------------- | -------------- |
| Argentina (Argentina Hot 100)   | 33             |
| Argentina (Monitor Latino)      | 20             |
| Bolivia (Bolivia Songs)         | 3              |
| Chile (Chile Songs)             | 23             |
| Colombia (Colombia Songs)       | 16             |
| Colombia (Promúsica)            | 17             |
| Costa Rica (Fonotica)           | 5              |
| Costa Rica (Monitor Latino)     | 1              |
| Ecuador (Monitor Latino)        | 16             |
| Ecuador (Ecuador Songs)         | 7              |
| El Salvador (Asap EGC)          | 4              |
| El Salvador (Monitor Latino)    | 7              |
| España (Top 100 Canciones)      | 7              |
| E.E. U.U. (Hot Latin Songs)     | 33             |
| Global (Billboard Global 200)   | 36             |
| Guatemala (Monitor Latino)      | 11             |
| Honduras (Monitor Latino)       | 4              |
| Italia (FIMI)                   | 57             |
| México (Mexico Airplay)         | 9              |
| México (Mexico Espanol Airplay) | 3              |
| México (Mexico Songs)           | 1              |
| México (Monitor Latino)         | 11             |
| Nicaragua (Monitor Latino)      | 17             |
| Panamá (Monitor Latino)         | 7              |
| Panamá (BMAT/Produce)           | 12             |
| Paraguay (Monitor Latino)       | 3              |
| Perú (Monitor Latino)           | 17             |
| Perú (Peru Songs)               | 5              |
| Perú (Peru Total Streams)       | 44             |
| Portugal (AFP)                  | 108            |
| República Dominicana (Sodinpro) | 25             |
| Venezuela (Monitor Latino)      | 19             |

| Lista          | Mejor posición |
| -------------- | -------------- |
| Paraguay (SGP) | 3              |
| Uruguay (CUD)  | 18             |

## Certificaciones
| País           | Organismo certificador | Certificación        | Ventas certificadas | Simbolización | Ref.   |
| -------------- | ---------------------- | -------------------- | ------------------- | ------------- | ------ |
| Chile          | PROFOVI                | Oro                  | 18 000 722          | ●             | [ 50 ] |
| España         | PROMUSICAE             | Platino              | 60 000              | ▲             | [ 28 ] |
| Estados Unidos | RIAA                   | 2× Platino           | 120 000             | ▲             | [ 51 ] |
| Italia         | FIMI                   | Oro                  | 50 000              | ●             | [ 52 ] |
| México         | AMPROFON               | Diamante+Platino+Oro | 910 000             | ✦             | [ 53 ] |
| Portugal       | AFP                    | 2× Platino           | 20 000              | ▲             | [ 54 ] |